# Herzogtum Braunschweig
Das Herzogtum Braunschweig wurde 1814 nach dem Wiener Kongress in der Nachfolge des Fürstentums Braunschweig-Wolfenbüttel begründet. Seine Wurzeln liegen im Herzogtum Braunschweig-Lüneburg, das 1235 durch Aufteilung des sächsischen Stammesherzogtums der Welfen entstand. Nach der Novemberrevolution in Braunschweig von 1918 ging es im Freistaat Braunschweig auf.

## Vorgeschichte

### Entstehung des Herrschaftsgebietes
Begründer des Anspruchs Braunschweigs als Herrschaftsbereich war Heinrich der Löwe aus dem Haus der Welfen. Dieser hatte 1142 die Stadt Braunschweig sowie das Herzogtum Sachsen als Lehen erhalten und letzteres in den darauf folgenden Jahren im Rahmen einer intensiven Ostkolonisation stark vergrößert. Zum Zentrum seines Herrschaftsbereiches wählte er die Stadt Braunschweig, die er zu seiner Residenzstadt umbauen ließ. Nachdem Heinrich der Löwe 1154 auch zum Herzog von Bayern ernannt worden war, galt er als einer der mächtigsten Fürsten im Heiligen Römischen Reich. Als sich der Konflikt zwischen Heinrich und dem Kaiser Barbarossa immer mehr zuspitzte, wurde 1180 schließlich die Reichsacht über Heinrich verhängt. Im Anschluss an die darauf folgende Reichsheerfahrt gegen Heinrich den Löwen blieben Heinrich nur die Städte Braunschweig und Lüneburg sowie einige kleinere ererbte Eigengüter (Allodialbesitz).

### Herzog- und Fürstentum
Erst dem Enkel Heinrichs des Löwen, Otto dem Kind, gelang zum Teil eine Wiederherstellung des verlorenen Einflusses. Im Zuge der staufisch-welfischen Aussöhnung übertrug er 1235 seine Eigentümer auf Kaiser Friedrich II. Im Gegenzug wurde aus den übertragenen Gütern sowie weiteren großen Reichsgebieten das Herzogtum Braunschweig-Lüneburg gegründet und Otto damit belehnt.
Bereits 1269 wurde das Herzogtum jedoch in einzelne Fürstentümer geteilt. Im südlichen Teil des Herzogtums entstand zunächst das Fürstentum Braunschweig mit Besitzungen rund um Braunschweig, Wolfenbüttel, Einbeck und Göttingen. Im nördlichen Teil des Herzogtums entstand das Fürstentum Lüneburg mit Besitzungen im Raum Lüneburg. Beide Fürstentümer bildeten aber weiterhin das Herzogtum Braunschweig-Lüneburg, welches damit reichsrechtlich ungeteilt fortbestand. Kennzeichen des Fortbestehens war auch, dass alle Fürsten und männlichen Prinzen der verschiedenen Linien den Titel „Herzog zu Braunschweig und Lüneburg“ führten. In der weiteren Geschichte kam es innerhalb des Herzogtums und seiner Teilfürstentümer noch zu mehreren Teilungen, aus denen 1291 auch das Fürstentum Braunschweig-Wolfenbüttel hervorging. Dieses blieb weitgehend unverändert bestehen und wurde zum Vorgängerstaat des Herzogtums Braunschweig. Die anderen Fürstentümer schlossen sich schrittweise wieder zusammen, bis 1692 das Kurfürstentum Braunschweig-Lüneburg entstand, bekannter als Kurfürstentum Hannover.

### Zerschlagung
Zerschlagen wurden alle diese Fürstentümer durch die napoleonischen Kriegszüge gegen Preußen und den anschließenden Frieden von Tilsit. Per Dekret gründete Napoléon Bonaparte das Königreich Westphalen, dem unter anderem die verschiedenen Braunschweiger und Hannoveraner Besitzungen untergeordnet wurden. Erst nach der Niederlage des napoleonischen Frankreich wurde auf dem Wiener Kongress diese Aufteilung rückgängig gemacht. So wurde am 8. Juni 1815 zunächst der Deutsche Bund als Nachfolgeorganisation des Heiligen Römischen Reiches gegründet. Mitgliedstaaten waren unter anderen das Königreich Hannover und das Herzogtum Braunschweig.

## Entwicklung

### Welfenherrschaft

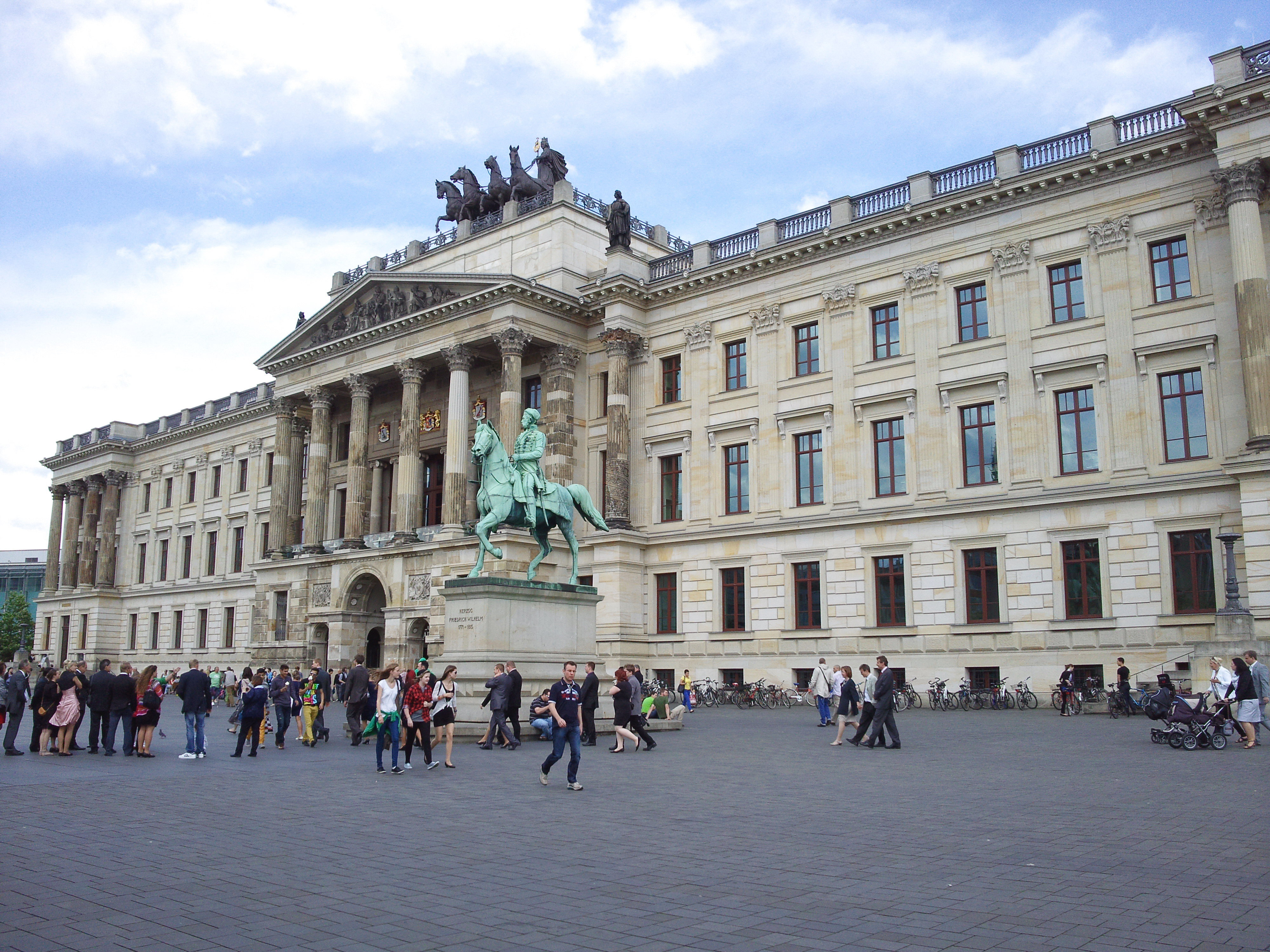
Wiederaufgebautes Braunschweiger Schloss, 2012

1813 wurde Herzog Friedrich Wilhelm restituiert. Nach dem Wiener Kongress wurde das Herzogtum Braunschweig 1814 in den alten Grenzen des Fürstentums Braunschweig-Wolfenbüttel errichtet. Während des Kongresses gab es noch Anstrengungen von braunschweigischer Seite, Teile des einstigen Hochstifts Hildesheim dem braunschweigischen Territorium anzugliedern. Über diese Gebiete herrschten die Wolfenbütteler Herzöge bereits im 16. und 17. Jahrhundert, und ein solcher Zugewinn hätte die territoriale Zersplitterung des Staatsgebietes beenden können. Dem standen aber die Interessen Preußens und vor allem Hannovers entgegen. Das gesamte Hildesheimer Gebiet kam schließlich zum Königreich Hannover.
Nachdem Herzog Friedrich Wilhelm in der Schlacht von Quatre-Bras gefallen war, folgte ihm 1815 der elfjährige Karl II. als Herzog von Braunschweig. Bis zu Karls Volljährigkeit 1823 übte allerdings sein Onkel, der Prinzregent und spätere König Georg IV. von Großbritannien und Hannover die Regentschaft aus. Im Jahr 1830 herrschten im Lande Braunschweig nach einer Missernte Arbeitslosigkeit, Hunger und große Unzufriedenheit. Karl II. hatte die Bevölkerung seit längerem schon durch seinen ungeschickten Regierungsstil und sein absolutistisches Gehabe gegen sich aufgebracht, was unter dem Eindruck der Julirevolution in Frankreich in einen Volksaufstand mündete: Der oben erwähnte „Graue Hof“ wurde 1830 von Kleinbürgern, Handwerkern und Arbeitern gestürmt und eingeäschert, Karl II. blieb nur die Flucht in die Schweiz – im Gepäck Kunstwerke von unschätzbarem Wert. In Braunschweig konnten Recht und Ordnung derweil nur durch die von Ratsherr Wilhelm Bode gegründete Bürgerwehr aufrechterhalten werden. Herzog Karl II. wurde in Abwesenheit sowohl vom Welfenhaus, als auch vom Deutschen Bund für regierungsunfähig erklärt.
Die Regentschaft wurde seinem jüngeren Bruder Wilhelm (dem letzten Mitglied der älteren Linie des Hauses Braunschweig-Lüneburg) übertragen. Am 12. Oktober 1832 wurde die Neue Landschaftsordnung erlassen, eine erbmonarchistische repräsentative Staatsverfassung mit einer Kammer und einem festen Etat des regierenden Fürsten von 230.900 Talern.
Unter diesem unverheiratet regierenden Herrscher durchlebte Braunschweig eine Neutralitätsphase als kleiner Staat, der weder mit Österreich noch mit Preußen verbündet war. Das Land bildete mit Hannover 1834 als Zollunion den Steuerverein, schloss sich aber schon 1841 dem Deutschen Zollverein an. 1866 trat Braunschweig im Unterschied zum Königreich Hannover rechtzeitig der preußischen Allianz im Deutschen Krieg bei und rettete damit seine formale Eigenstaatlichkeit. Mit der Reichsgründung 1871 wurde das Herzogtum ein Bundesstaat des Deutschen Kaiserreichs.

Karte des Herzogtums Braunschweig von 1839[4]
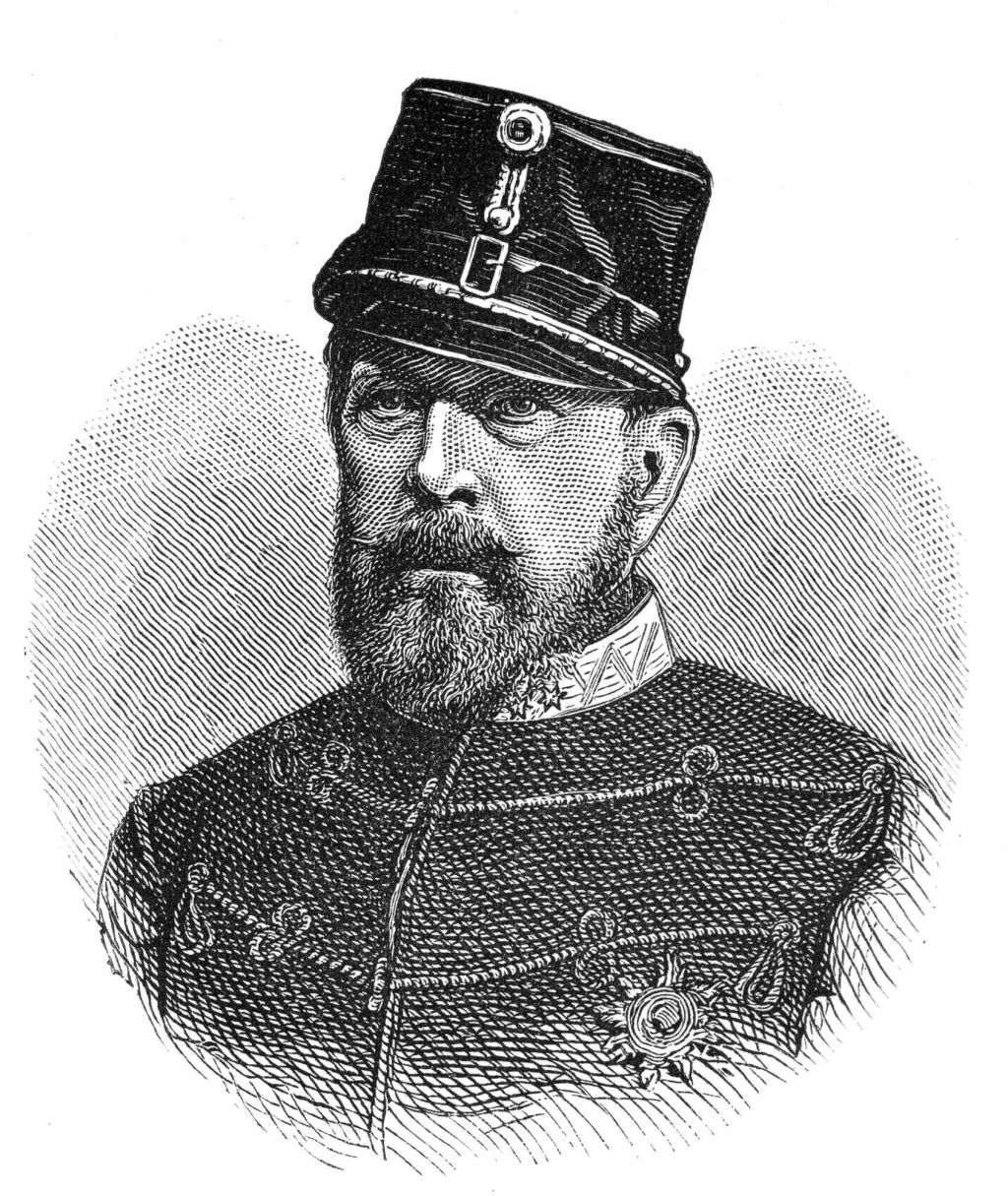
Herzog Wilhelm
Kleines Wappen des Herzogtums
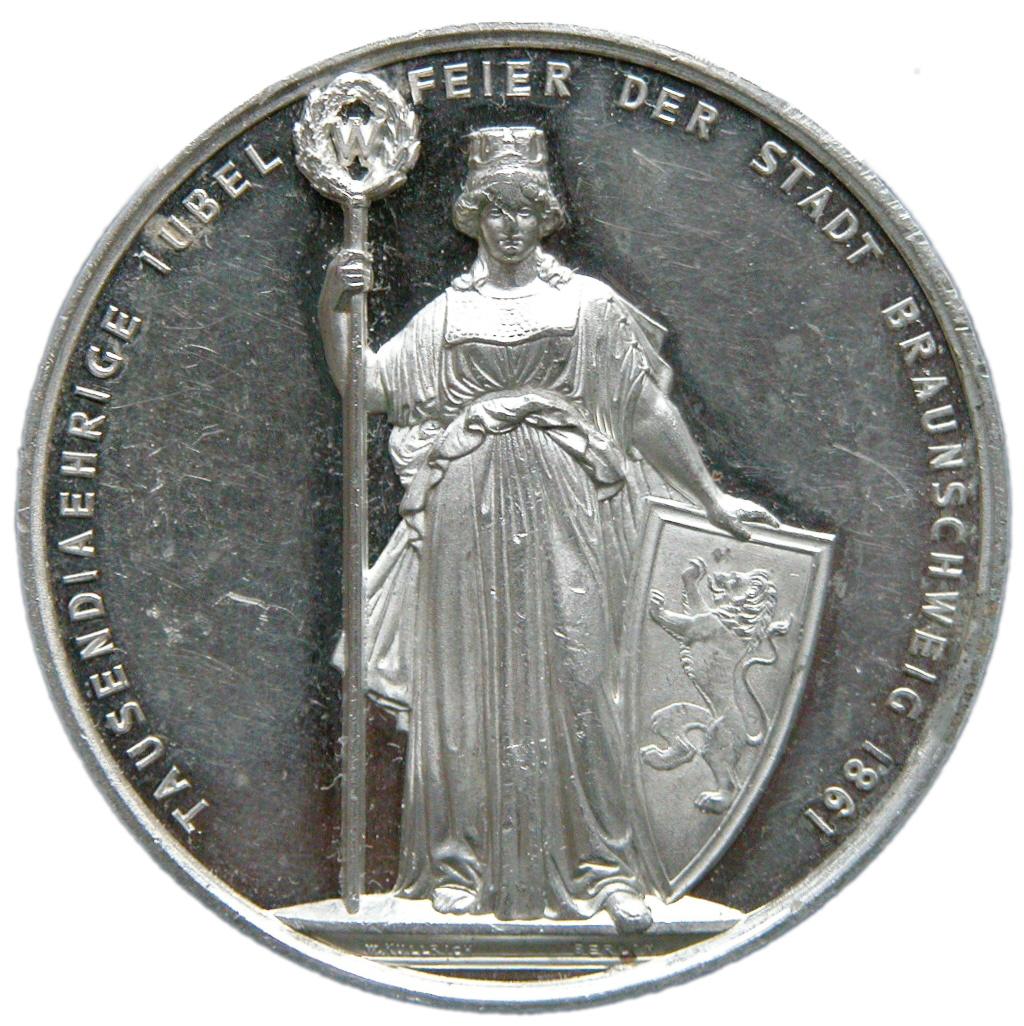
Brunonia auf einer Gedenkmedaille von 1861

### Regentschaft des Prinzen Albrecht von Preußen
Nach dem Tod Wilhelms (1884), der keinen legitimen Erben hinterließ, übernahm zunächst der Vorsitzende des Regentschaftsrates Hermann Graf von Görtz-Wrisberg die Regierungsgeschäfte, bis nach einem Bundesratsbeschluss am 2. November 1885 auf Bestreben Preußens nicht ein Welfe aus der jüngeren Linie des Hauses Braunschweig-Lüneburg, dem vormaligen hannoverschen Königshaus (Ernst August, Duke of Cumberland war eigentlich dafür ausersehen gewesen), sondern Prinz Albrecht von Preußen als Regent eingesetzt wurde.

### Regentschaft des Prinzen Johann Albrecht von Mecklenburg-Schwerin

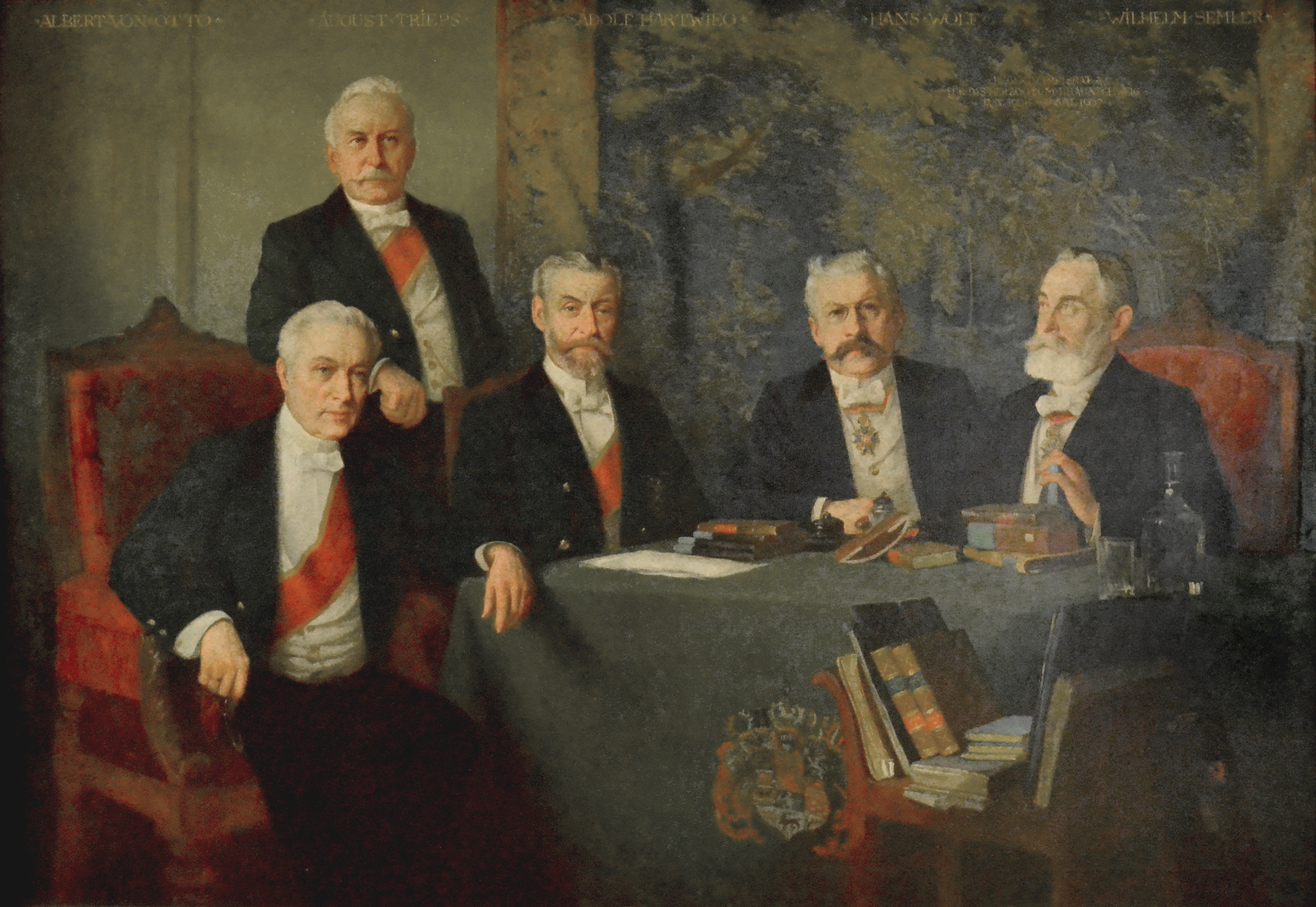
Regentschaftsrat: Gemälde von Moritz Röbbecke aus dem Jahre 1909. Abgebildet sind die Mitglieder des zweiten Regentschaftsrates (v. l. n. r.): Albert von Otto, August Trieps, Adolf Hartwieg, Hans Wolf und Wilhelm Semler.

Nach dem Tod Albrechts im Jahr 1906 übernahm erneut der Präsident des Regentschaftsrates, Albert von Otto, die Regierungsgeschäfte. Ernst August von Hannover bot nun an, dass er und sein ältester Sohn Georg Wilhelm zugunsten des jüngeren Sohnes Ernst August auf die Thronfolge in Braunschweig verzichten würden. Da die Reichsregierung in Berlin und mit ihr der Bundesrat aber auf einen Verzicht aller Mitglieder des Hauses auf das Königreich Hannover bestand, wurde den Hannoveraner Welfen abermals die Erbfolge verweigert. Am 5. Juni 1907 erhielt Herzog Johann Albrecht zu Mecklenburg nach entsprechendem Bundesratsbeschluss die braunschweigische Regentschaft zugesprochen. Die Regentschaft endete, als am 1. November 1913 das letzte braunschweigische Herzogspaar, Ernst August und seine Gemahlin Viktoria Luise, in die Stadt einzog.

### Erneute Welfenherrschaft
Inzwischen war es – ausgelöst durch die Hochzeit am 24. Mai 1913 zwischen Viktoria Luise, der Tochter Kaiser Wilhelms II., und Prinz Ernst August von Hannover – zur Aussöhnung zwischen Welfen und Hohenzollern gekommen. Die Bundesratsbeschlüsse von 1885 und 1907 wurden aufgehoben. So bestieg mit Herzog Ernst August am 1. November 1913 noch einmal ein Welfe den braunschweigischen Thron. Einen offiziellen Verzicht auf das Königreich Hannover musste er, wie vorher stets gefordert, nicht leisten. Ernst August dankte 1918 am Ende des Ersten Weltkrieges in der Novemberrevolution ab, womit das Herzogtum Braunschweig endete. Zunächst entstand eine „sozialistische Republik“. Am 6. Januar 1922 erhielt Braunschweig dann als Freistaat Braunschweig eine neue demokratische Verfassung.

## Verwaltungsstruktur
Das Herzogtum Braunschweig wurde auf Beschluss des Wiener Kongresses in den alten Grenzen des Fürstentums Braunschweig-Wolfenbüttel und des Fürstentums Blankenburg bestätigt.
Es bestand aus mehreren, nicht zusammenhängenden Teilen: das Gebiet zwischen Aller und Harz mit Braunschweig, das Gebiet zwischen Harz und Weser mit Holzminden, Blankenburg am Harz mit seiner Umgebung, das Amt Calvörde (umgeben von der Provinz Sachsen), das Amt Thedinghausen zwischen Bremen und Verden gelegen, der Flecken Bodenburg mit dem Dorf Oestrum (Amt Gandersheim), das nördlich von Goslar gelegene Dorf Ostharingen (Amt Lutter am Barenberge) sowie das südlich von Peine gelegene und zum Amt Vechelde gehörende Dorf Ölsburg.
Nachdem seit 1. März 1814 eine provisorische Einteilung in 2 Stadtgerichte (Braunschweig und Wolfenbüttel) sowie 19 Kreisgerichte verfügt wurde, die in die Zuständigkeit von 6 Oberhauptmannschaften (Wolfenbüttel, Schöningen, Harz, Leine, Weser und Blankenburg) gegeben waren, erfolgte im Jahr 1823 eine Justiz- und Verwaltungsreform, die aber erst zum 1. Oktober 1825 in Kraft gesetzt wurde. Das Herzogtum wurde auf 6 gleichmäßiger als bisher zugeschnittene Distrikte mit je einem Distriktsgericht und auf der Ebene der bisherigen Stadt- und Kreisgerichte in 4 Stadtgerichte (davon 3 für Braunschweig und 1 für Wolfenbüttel) sowie 22 Kreisämter und 1 Kreisgericht (Thedinghausen) neu verteilt. 1827 kam das Kreisamt Calvörde hinzu, das vom Kreisamt Vorsfelde abgetrennt wurde.
Schon 1832 erfolgte eine erneute Änderung der Verwaltungsgliederung: Aus Distrikten wurden Kreise, die Kreisamtsbezirke wurden in Amtsbezirke umbenannt. Mit Wirkung ab 1. Januar 1833 bestand das Herzogtum aus den folgenden Kreisen:
1. Kreis Braunschweig: Stadt Braunschweig, Ämter Riddagshausen, Vechelde und ab 1850 Thedinghausen
2. Kreis Wolfenbüttel: Stadt Wolfenbüttel, Ämter Wolfenbüttel, Salder, Schöppenstedt und Harzburg
3. Kreis Helmstedt: Ämter Helmstedt, Schöningen, Königslutter, Vorsfelde und Calvörde
4. Kreis Gandersheim: Ämter Seesen, Gandersheim, Lutter am Barenberge und Greene
5. Kreis Holzminden: Ämter Holzminden, Stadtoldendorf, Ottenstein, Eschershausen und bis 1850 Thedinghausen
6. Kreis Blankenburg: Ämter Blankenburg, Hasselfelde und Walkenried

Alle sechs Kreisdirektoren bildeten gemeinsam eine Landesdirektion, an deren Beratungen die Vorstände der Magistrate von Braunschweig und Wolfenbüttel teilnahmen. Die beiden Städte nahmen also eine Sonderstellung ein. Der Landesdirektion Braunschweig fiel die Aufgabe zu, die „Secretariats-, Registratur- und Kanzlei-Geschäfte der Landesdirection“ zu führen; nicht zuletzt hatte sie aber auch den Auftrag, alle nicht eindeutig zuzuordnenden Akten der Vorgängerbehörden aufzunehmen und so das Landesarchiv zu betreuen.
Mit dem Gerichtsverfassungsgesetz vom 21. August 1849 und dessen Umsetzung zum 1. Juli 1850 wurden Verwaltung und Justiz im Herzogtum konsequent getrennt. Die Ämter verloren in der Folgezeit an Bedeutung.
Für die Gerichtsorganisation siehe die Liste der Gerichte im Herzogtum Braunschweig.

## Herzöge
| Name (Lebensdaten)                                | Herrschaft                              | Bemerkungen |
| ------------------------------------------------- | --------------------------------------- | --- |
| Herzog Karl II. (1804–1873)                       | 16. Juni 1815 bis 20. April 1831        | |
| Herzog Wilhelm (1806–1884)                        | 20. April 1831 bis 18. Oktober 1884     | |
| Hermann Graf von Görtz-Wrisberg (1819–1889)       | 20. April 1884 bis 2. November 1885     | Vorsitzender des Regentschaftsrates |
| Prinz Albrecht von Preußen (1837–1906)            | 2. November 1885 bis 13. September 1906 | Regent von Braunschweig |
| Albert von Otto (1836–1922)                       | 13. September 1906 bis 5. Juni 1907     | Präsident des Regentschaftsrates |
| Herzog Johann Albrecht zu Mecklenburg (1857–1920) | 5. Juni 1907 bis 1. November 1913       | Regent von Braunschweig |
| Herzog Ernst August (1887–1953)                   | 1. November 1913 bis 8. November 1918   | Letzter Herzog von Braunschweig, musste im Zuge der Novemberrevolution in Braunschweig am 8. November 1918 gegenüber dem örtlichen Arbeiter- und Soldatenrat abdanken |

## Bevölkerungsentwicklung
| Jahr | Einwohner | Quelle | Zeitleiste |
| ---- | --------- | ------ | ---------- |
| 1822 | 230.400   | [ 9 ]  |            |
| 1855 | 269.209   | [ 10 ] |            |
| 1871 | 311.764   |        |            |
| 1880 | 349.367   |        |            |
| 1890 | 403.773   |        |            |
| 1900 | 464.333   |        |            |
| 1905 | 485.655   |        |            |
| 1910 | 494.339   |        |            |

| Kreis        | Einwohner 1871 |
| ------------ | -------------- |
| Blankenburg  | 22.523         |
| Braunschweig | 90.845         |
| Gandersheim  | 42.322         |
| Helmstedt    | 53.705         |
| Holzminden   | 41.581         |
| Wolfenbüttel | 60.739         |